# Eleições autárquicas portuguesas de 1997 no distrito de Braga
| Eleições autárquicas portuguesas de 1997 Distritos: Aveiro \| Beja \| Braga \| Bragança \| Castelo Branco \| Coimbra \| Évora \| Faro \| Guarda \| Leiria \| Lisboa \| Portalegre \| Porto \| Santarém \| Setúbal \| Viana do Castelo \| Vila Real \| Viseu \| Açores \| Madeira |

## Resultados por concelho
Os resultados nos concelhos do Distrito de Braga foram os seguintes:

### Amares
| Partido                 | Partido                        | Votos  | %               | +/-   | Vereadores | +/-     |
| ----------------------- | ------------------------------ | ------ | --------------- | ----- | ---------- | ------- |
|                         | Partido Social Democrata       | 4 377  | 37,19 / 100,00  | 5,04  | 3 / 7      | Estável |
|                         | Partido Socialista             | 3 441  | 29,24 / 100,00  | 16,48 | 2 / 7      | 1       |
|                         | Partido Popular                | 3 385  | 28,76 / 100,00  | 11,87 | 2 / 7      | 1       |
|                         | Coligação Democrática Unitária | 238    | 2,02 / 100,00   | 0,43  | 0 / 7      | Estável |
| Votos Inválidos         | Votos Inválidos                | 329    | 2,79 / 100,00   | 0,01  |            |         |
| Total                   | Total                          | 11 770 | 100,00 / 100,00 |       | 7 / 7      |         |
| Eleitorado/Participação | Eleitorado/Participação        | 16 509 | 71,29 / 100,00  | 0,37  |            |         |

### Barcelos
| Partido                 | Partido                        | Votos  | %               | +/-   | Vereadores | +/-     |
| ----------------------- | ------------------------------ | ------ | --------------- | ----- | ---------- | ------- |
|                         | Partido Social Democrata       | 32 520 | 46,15 / 100,00  | 5,11  | 5 / 9      | Estável |
|                         | Partido Socialista             | 30 018 | 42,60 / 100,00  | 14,86 | 4 / 9      | 1       |
|                         | Partido Popular                | 4 374  | 6,21 / 100,00   | 8,16  | 0 / 9      | 1       |
|                         | Coligação Democrática Unitária | 1 107  | 1,57 / 100,00   | 2,13  | 0 / 9      | Estável |
|                         | União Democrática Popular      | 534    | 0,76 / 100,00   | -     | 0 / 9      | -       |
| Votos Inválidos         | Votos Inválidos                | 1 915  | 2,71 / 100,00   | 0,20  |            |         |
| Total                   | Total                          | 70 468 | 100,00 / 100,00 |       | 9 / 9      |         |
| Eleitorado/Participação | Eleitorado/Participação        | 93 349 | 75,49 / 100,00  | 1,99  |            |         |

### Braga
| Partido                 | Partido                           | Votos   | %               | +/-  | Vereadores | +/-     |
| ----------------------- | --------------------------------- | ------- | --------------- | ---- | ---------- | ------- |
|                         | Partido Socialista                | 41 531  | 50,31 / 100,00  | 0,13 | 6 / 11     | 1       |
|                         | Partido Social Democrata          | 22 544  | 27,31 / 100,00  | 1,25 | 3 / 11     | Estável |
|                         | Coligação Democrática Unitária    | 7 547   | 9,14 / 100,00   | 2,46 | 1 / 11     | Estável |
|                         | Partido Popular                   | 6 295   | 7,63 / 100,00   | 1,62 | 1 / 11     | 1       |
|                         | União Democrática Popular         | 791     | 0,96 / 100,00   | 0,03 | 0 / 11     | Estável |
|                         | Partido Socialista Revolucionário | 671     | 0,81 / 100,00   | Novo | 0 / 11     | Novo    |
| Votos Inválidos         | Votos Inválidos                   | 3 177   | 3,85 / 100,00   | 1,11 |            |         |
| Total                   | Total                             | 82 556  | 100,00 / 100,00 |      | 11 / 11    |         |
| Eleitorado/Participação | Eleitorado/Participação           | 125 925 | 65,56 / 100,00  | 4,98 |            |         |

### Cabeceiras de Basto
| Partido                 | Partido                        | Votos  | %               | +/-   | Vereadores | +/-     |
| ----------------------- | ------------------------------ | ------ | --------------- | ----- | ---------- | ------- |
|                         | Partido Socialista             | 7 467  | 62,97 / 100,00  | 11,17 | 5 / 7      | 1       |
|                         | Partido Social Democrata       | 3 598  | 30,34 / 100,00  | 12,96 | 2 / 7      | 1       |
|                         | Coligação Democrática Unitária | 255    | 2,15 / 100,00   | 1,45  | 0 / 7      | Estável |
|                         | Partido Popular                | 224    | 1,89 / 100,00   | 0,88  | 0 / 7      | Estável |
| Votos Inválidos         | Votos Inválidos                | 314    | 2,65 / 100,00   | 1,22  |            |         |
| Total                   | Total                          | 11 858 | 100,00 / 100,00 |       | 7 / 7      |         |
| Eleitorado/Participação | Eleitorado/Participação        | 16 574 | 71,55 / 100,00  | 5,03  |            |         |

### Celorico de Basto
| Partido                 | Partido                        | Votos  | %               | +/-   | Vereadores | +/-     |
| ----------------------- | ------------------------------ | ------ | --------------- | ----- | ---------- | ------- |
|                         | Partido Social Democrata       | 7 843  | 59,63 / 100,00  | 7,62  | 5 / 7      | 1       |
|                         | Partido Socialista             | 2 700  | 20,53 / 100,00  | -     | 1 / 7      | -       |
|                         | Partido Popular                | 1 998  | 15,19 / 100,00  | 27,60 | 1 / 7      | 2       |
|                         | Coligação Democrática Unitária | 206    | 1,57 / 100,00   | 0,80  | 0 / 7      | Estável |
| Votos Inválidos         | Votos Inválidos                | 406    | 3,09 / 100,00   | 0,26  |            |         |
| Total                   | Total                          | 13 153 | 100,00 / 100,00 |       | 7 / 7      |         |
| Eleitorado/Participação | Eleitorado/Participação        | 19 017 | 69,16 / 100,00  | 1,54  |            |         |

### Esposende
| Partido                 | Partido                        | Votos  | %               | +/-  | Vereadores | +/-     |
| ----------------------- | ------------------------------ | ------ | --------------- | ---- | ---------- | ------- |
|                         | Partido Social Democrata       | 11 840 | 59,79 / 100,00  | 1,24 | 5 / 7      | Estável |
|                         | Partido Socialista             | 4 311  | 21,77 / 100,00  | 7,86 | 1 / 7      | Estável |
|                         | Partido Popular                | 2 622  | 13,24 / 100,00  | 5,70 | 1 / 7      | Estável |
|                         | Coligação Democrática Unitária | 335    | 1,69 / 100,00   | 1,12 | 0 / 7      | Estável |
| Votos Inválidos         | Votos Inválidos                | 696    | 3,52 / 100,00   | 0,20 |            |         |
| Total                   | Total                          | 19 804 | 100,00 / 100,00 |      | 7 / 7      |         |
| Eleitorado/Participação | Eleitorado/Participação        | 26 153 | 75,72 / 100,00  | 0,90 |            |         |

### Fafe
| Partido                 | Partido                        | Votos  | %               | +/-   | Vereadores | +/-     |
| ----------------------- | ------------------------------ | ------ | --------------- | ----- | ---------- | ------- |
|                         | Partido Socialista             | 15 356 | 47,83 / 100,00  | 10,38 | 4 / 7      | 1       |
|                         | Partido Social Democrata       | 7 678  | 23,91 / 100,00  | 5,96  | 2 / 7      | Estável |
|                         | Política XXI                   | 6 995  | 21,79 / 100,00  | Novo  | 1 / 7      | Novo    |
|                         | Coligação Democrática Unitária | 746    | 2,32 / 100,00   | 2,86  | 0 / 7      | Estável |
|                         | Partido Popular                | 447    | 1,39 / 100,00   | 1,73  | 0 / 7      | Estável |
| Votos Inválidos         | Votos Inválidos                | 886    | 2,76 / 100,00   | 0,87  |            |         |
| Total                   | Total                          | 32 108 | 100,00 / 100,00 |       | 7 / 7      |         |
| Eleitorado/Participação | Eleitorado/Participação        | 44 183 | 72,67 / 100,00  | 1,86  |            |         |

### Guimarães
| Partido                 | Partido                        | Votos   | %               | +/-  | Vereadores | +/-     |
| ----------------------- | ------------------------------ | ------- | --------------- | ---- | ---------- | ------- |
|                         | Partido Socialista             | 44 538  | 49,75 / 100,00  | 2,80 | 6 / 11     | 1       |
|                         | Partido Social Democrata       | 23 956  | 26,76 / 100,00  | 2,37 | 3 / 11     | Estável |
|                         | Coligação Democrática Unitária | 12 993  | 14,51 / 100,00  | 4,97 | 2 / 11     | 1       |
|                         | Partido Popular                | 5 255   | 5,87 / 100,00   | 0,79 | 0 / 11     | Estável |
| Votos Inválidos         | Votos Inválidos                | 2 784   | 3,11 / 100,00   | 0,38 |            |         |
| Total                   | Total                          | 89 526  | 100,00 / 100,00 |      | 11 / 11    |         |
| Eleitorado/Participação | Eleitorado/Participação        | 136 206 | 65,73 / 100,00  | 4,65 |            |         |

### Póvoa de Lanhoso
| Partido                 | Partido                        | Votos  | %               | +/-  | Vereadores | +/-     |
| ----------------------- | ------------------------------ | ------ | --------------- | ---- | ---------- | ------- |
|                         | Partido Socialista             | 7 590  | 52,16 / 100,00  | 1,48 | 4 / 7      | Estável |
|                         | Partido Social Democrata       | 6 528  | 44,86 / 100,00  | 0,36 | 3 / 7      | Estável |
|                         | Partido Popular                | 123    | 0,85 / 100,00   | -    | 0 / 7      | -       |
|                         | Coligação Democrática Unitária | 52     | 0,36 / 100,00   | 0,97 | 0 / 7      | Estável |
| Votos Inválidos         | Votos Inválidos                | 259    | 1,78 / 100,00   | 0,99 |            |         |
| Total                   | Total                          | 14 552 | 100,00 / 100,00 |      | 7 / 7      |         |
| Eleitorado/Participação | Eleitorado/Participação        | 19 282 | 75,47 / 100,00  | 0,92 |            |         |

### Terras de Bouro
| Partido                 | Partido                        | Votos | %               | +/-   | Vereadores | +/-     |
| ----------------------- | ------------------------------ | ----- | --------------- | ----- | ---------- | ------- |
|                         | Partido Social Democrata       | 2 859 | 48,04 / 100,00  | 10,69 | 3 / 5      | 1       |
|                         | Partido Socialista             | 2 340 | 39,32 / 100,00  | 17,53 | 2 / 5      | 1       |
|                         | Partido Popular                | 367   | 6,17 / 100,00   | 5,79  | 0 / 5      | Estável |
|                         | Coligação Democrática Unitária | 166   | 2,79 / 100,00   | 1,09  | 0 / 5      | Estável |
| Votos Inválidos         | Votos Inválidos                | 219   | 3,68 / 100,00   | 0,05  |            |         |
| Total                   | Total                          | 5 951 | 100,00 / 100,00 |       | 5 / 5      |         |
| Eleitorado/Participação | Eleitorado/Participação        | 8 626 | 68,99 / 100,00  | 4,25  |            |         |

### Vieira do Minho
| Partido                 | Partido                        | Votos  | %               | +/-   | Vereadores | +/-     |
| ----------------------- | ------------------------------ | ------ | --------------- | ----- | ---------- | ------- |
|                         | Partido Socialista             | 6 219  | 61,68 / 100,00  | 10,71 | 5 / 7      | 1       |
|                         | Partido Social Democrata       | 3 070  | 30,45 / 100,00  | 9,22  | 2 / 7      | 1       |
|                         | Partido Popular                | 288    | 2,86 / 100,00   | 1,78  | 0 / 7      | Estável |
|                         | Coligação Democrática Unitária | 204    | 2,02 / 100,00   | 0,54  | 0 / 7      | Estável |
| Votos Inválidos         | Votos Inválidos                | 329    | 2,79 / 100,00   | 0,01  |            |         |
| Total                   | Total                          | 11 770 | 100,00 / 100,00 |       | 7 / 7      |         |
| Eleitorado/Participação | Eleitorado/Participação        | 16 509 | 69,45 / 100,00  | 3,01  |            |         |

### Vila Nova de Famalicão
| Partido                 | Partido                        | Votos   | %               | +/-   | Vereadores | +/-     |
| ----------------------- | ------------------------------ | ------- | --------------- | ----- | ---------- | ------- |
|                         | Partido Socialista             | 35 554  | 49,12 / 100,00  | 9,32  | 6 / 11     | Estável |
|                         | Partido Social Democrata       | 31 520  | 43,54 / 100,00  | 15,75 | 5 / 11     | 2       |
|                         | Coligação Democrática Unitária | 3 023   | 4,18 / 100,00   | 0,83  | 0 / 11     | Estável |
|                         | União Democrática Popular      | 610     | 0,84 / 100,00   | -     | 0 / 11     | -       |
| Votos Inválidos         | Votos Inválidos                | 1 680   | 2,32 / 100,00   | 0,07  |            |         |
| Total                   | Total                          | 72 387  | 100,00 / 100,00 |       | 11 / 11    | 2       |
| Eleitorado/Participação | Eleitorado/Participação        | 100 457 | 72,06 / 100,00  | 0,30  |            |         |

### Vila Verde
| Partido                 | Partido                           | Votos  | %               | +/-   | Vereadores | +/-     |
| ----------------------- | --------------------------------- | ------ | --------------- | ----- | ---------- | ------- |
|                         | Partido Social Democrata          | 11 569 | 40,38 / 100,00  | 7,44  | 3 / 7      | Estável |
|                         | Partido Socialista                | 8 733  | 30,48 / 100,00  | 11,97 | 2 / 7      | 1       |
|                         | Partido Popular                   | 7 115  | 24,83 / 100,00  | 18,95 | 2 / 7      | 1       |
|                         | Coligação Democrática Unitária    | 454    | 1,58 / 100,00   | 0,14  | 0 / 7      | Estável |
|                         | Frente da Esquerda Revolucionária | 120    | 0,42 / 100,00   | Novo  | 0 / 7      | Novo    |
| Votos Inválidos         | Votos Inválidos                   | 662    | 2,32 / 100,00   | 0,73  |            |         |
| Total                   | Total                             | 28 653 | 100,00 / 100,00 |       | 7 / 7      |         |
| Eleitorado/Participação | Eleitorado/Participação           | 39 500 | 72,54 / 100,00  | 0,43  |            |         |